# Iruya (departamento)
Departamento Iruya é um departamento da província de Salta, na Argentina.